# Balian z Ibelinu
Balian z Ibelinu (1142/1143 – 1193) byl pán z Ibelinu a Nábulusu, jeden z vůdčích rytířů v Jeruzalémském království. Účastnil se křižáckých výbojů ve Svaté zemi. Při výpravě proti Saladinovi v roce 1187 se ujal obrany Jeruzaléma. Díky jeho velení dokázal udržet Jeruzalém téměř dva týdny a uzavřel se Saladinem dohodu o volném odchodu křesťanů ze Svaté země a bezpečné cestě ke křesťanským přístavům.

## Mládí
Balian byl nejmladší ze tří synů Barisana z Ibelinu, měl dva bratry Huga a Baldwina. Jeho otec, rytíř z Jaffy, byl odměněn panstvím Ibelinu po revoltě Huga II. Le Puiseta. Barisan se oženil s Helvis z Ramly, dědičkou bohatého kraje Ramla. Balianovo původní jméno bylo nejspíše také Barisan (po otci), ale vypadá to, že si ho změnil podle staré francouzštiny na "Balian" (okolo 1175 - 1176). Je občas také znám pod jmény Balian "mladší", Balian II., Balian z Ramly, Balian z Nablu. V latině se jeho jméno různí a je občas popisován jako Barisanus, Balianus Balisan atd. Přesný rok jeho narození není znám, ale podle některých zdrojů dosáhl "dospělosti" v roce 1158. Po smrti jeho nejstaršího bratra Huga (okolo 1169) přešlo vlastnictví hradu Ibelin na jeho dalšího bratra Baldwina, který ale dal přednost Ramle a přenechal ho Balianovi. Balian byl tak vazal svého bratra a nepřímo i vazal krále.

## Moderní ztvárnění
Osobnost Baliana z Ibelinu se těší také filmovému zpracování, to když ji Orlando Bloom ztvárnil ve filmu Království nebeské.